# Surface d'Enneper
Pour les articles homonymes, voir Surface.

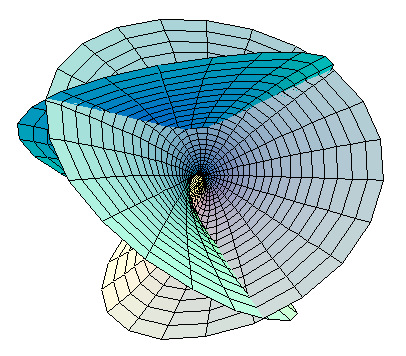
Une surface d'Enneper, avec intersection.

Une surface d'Enneper est une surface minimale, paramétrisée en 1863 par le mathématicien allemand Alfred Enneper. On peut la décrire par un paramétrage cartésien :
{\displaystyle \forall u\in \mathbb {R} ,\;v\in \mathbb {R} }
{\displaystyle x=u-{\frac {u^{3}}{3}}+uv^{2}}
{\displaystyle y=v-{\frac {v^{3}}{3}}+vu^{2}}
{\displaystyle z=u^{2}-v^{2}\,}
Cette surface représente un film de savon « fantôme », c’est-à-dire un équilibre instable de l’énergie potentielle. On peut imaginer une surface d'Enneper comme s'appuyant sur un contour comme celui tracé sur une balle de tennis. Sur ce contour, deux films de savon réels peuvent s'accrocher : un pour chaque moitié de la surface de la balle de tennis. La surface d'Enneper représente alors l'équilibre instable de la surface minimale entre ces deux surfaces stables.